# Pilgrimsfärd till Kythera
Pilgrimsfärd till Kythera  (franska: Pèlerinage à l'île de Cythère) eller Avfärden till Kythera är en oljemålning av den franske rokokokonstnären Antoine Watteau som finns i tre versioner. 

## Versioner
De tre versionerna är inte kopior utan innehåller tydliga särdrag. Den första målades omkring 1709–1710 och ingår i Städelsches Kunstinstituts samlingar i Frankfurt sedan 1982. Den andra och mest kända versionen målades 1717 och är utställd på Louvren i Paris. Den tredje versionen målades 1718 och är utställd på Charlottenburgs slott i Berlin. De två tyska tavlorna benämns vanligtvis Avfärden till Kythera (franska: L'embarquement pour Cythère, tyska: Einschiffung nach Cythera). 

## Historik
Watteau blev medlem av Académie Royale de Peinture et de Sculpture 1714 och förväntades enligt gällande kutym lämna in ett receptionsstycke. Han tilläts stor frihet att välja tema för en sådan målning, men dröjde med att lämna  in och fick bära klander för detta vid flera tillfällen. Under samma tid växte Watteaus anseende och han arbetade med ett flertal beställningsverk. Till slut ställde akademin honom mot väggen 1717, varefter han lämnade in sitt receptionsstycke i augusti 1717. Han hade målat detta i hög takt under de föregående åtta månaderna. Målningen fick akademin att definiera en ny genre, "fête galantes", det vill säga galanta utomhusfester. Denna genre kom imitatörer av Watteau att ge sig på, som Jean-Baptiste Pater och Nicolas Lancret. Watteau erkändes som skaparen av genren, men detta hindrade honom samtidigt att bli erkänd som historiemålare, vilket hade högst anseende. Akademiens professorer utvaldes också enbart bland historiemålarna.

## Målningen på Louvren
Målningen visar en "fête galante", som aristokratin i Frankrike ägnade sig åt under Régence-perioden efter Louis XIV:s död, en period som ses som en tid av utsvävningar och nöje efter de sista dystra åren under den tidigare regimen.
Konstverket hyllar kärleken, med många amoriner som flyger runt paren och puffar dem närmare tillsammans. Där står en staty av Afrodite, kärlekens och fruktbarhetens gudinna. I förgrunden finns tre älskande par. Paret till höger vid statyn är fortfarande upptaget av sin passionerade kurtis, samtidigt som ett annat par reser sig för att följa efter ett tredje par nedför kullen till båten, trots att kvinnan i det tredje paret blickar tillbaka med glädje på gudinnans heliga dunge. Vid foten av kullen förbereder sig flera andra par på att stiga ombord på den gyllene båten till vänster i bilden. Det skyiga landskapet i bakgrunden ger inte några ledtrådar till vilken årstid det rör sig om, eller om det är gryning eller skymning. 
Det har påpekats att, trots att målningen också kallas Avfärden till Kythera, folket på ön verkar lämna den snarare än att ankomma, speciellt eftersom de redan har bildat par. Olika konsthistoriker har lagt fram tolkningar av allegorin om resan till kärlekens ö.
I antiken ansågs den grekiska ön Kythera vara den ö där kärleksgudinnan Afrodites föddes. Därför blev ön hållen som helig för gudinnan och för kärlek. Watteau kan också ha inspirerats till ämnet Kythera av vissa operapjäser på 1700-talet, eller av en scen i teaterpjäsen Les Trios Cousines av Florent Carton Dancourt, där en till en pilgrim utklädd flicka kliver ur balettflickraden och inbjuder publiken att göra henne sällskap på en resa till ön, där alla ska träffa sin idealpartner.

### Proveniens
Watteau lämnade målningen till Académie Royale de Peinture et de Sculpture som sitt receptionsstycke 1717. Målningen införlivades 1795 i samlingarna på Louvren. I början av 1800-talet placerades den i magasin till 1818 för att undvika protestyttringar. Under 1830-talet var Watteau och rokokon åter populär.

## Övrigt
Den svenske visförfattaren Ulf Peder Olrog har målningens historia och motiv som innehåll i sången "Resan till Chyterae" (1947) . Visan har sjungits in av bland andra Sven-Bertil Taube och Annika Risberg-Malm, och av Freddie Wadling och Lena Nyman.